# وست پوینت (جورجیا)
وستپینت، جورجیا (به انگلیسی: West Point, Georgia) یک شهر در ایالات متحده آمریکا با جمعیت ۳٬۳۸۲ نفر است که در جورجیا واقع شده‌است.

## موقعیت جغرافیایی
موقعیت جغرافیایی شهرها و مناطق اطراف به شرح زیر است:

## نگارخانه

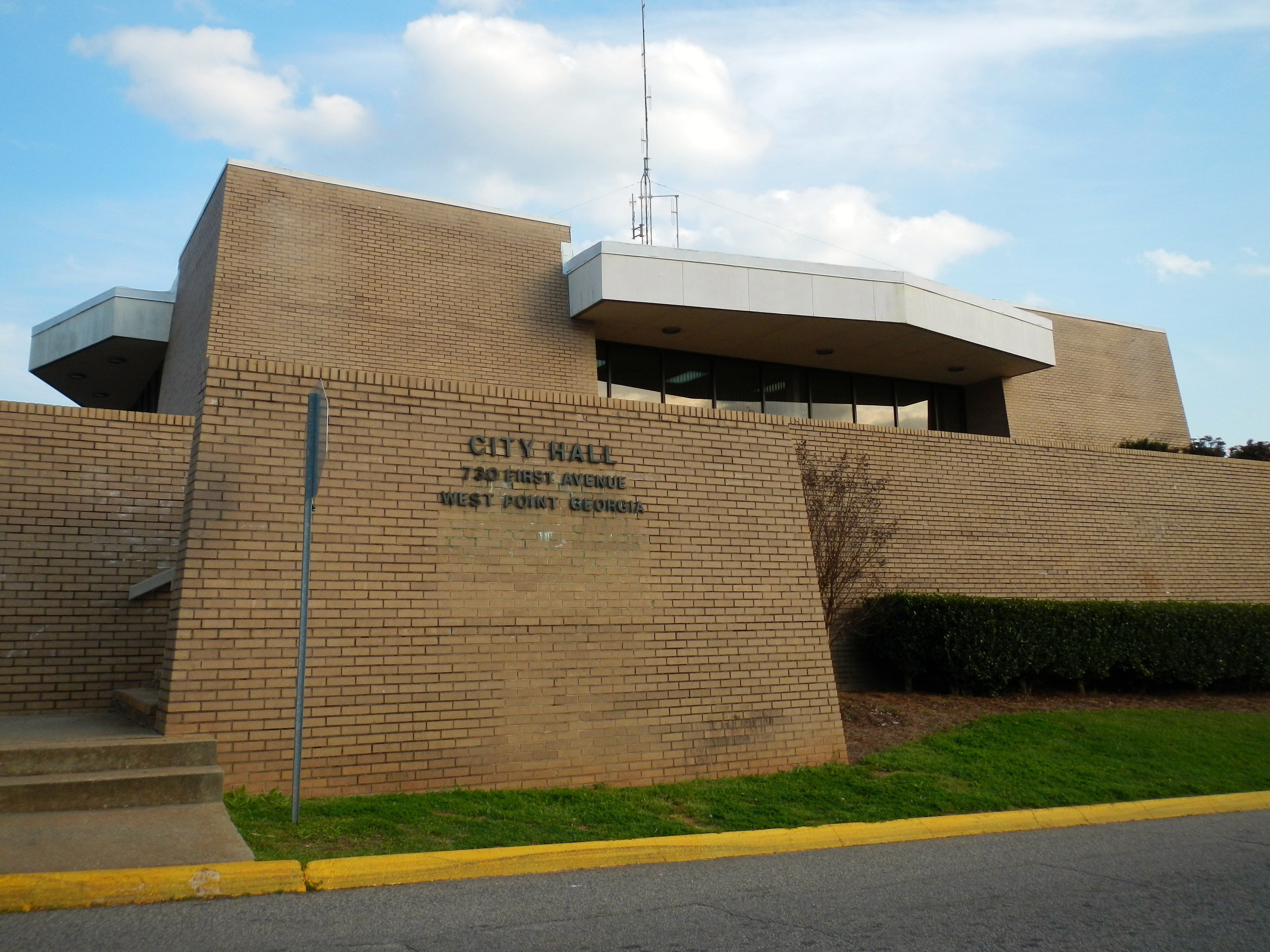
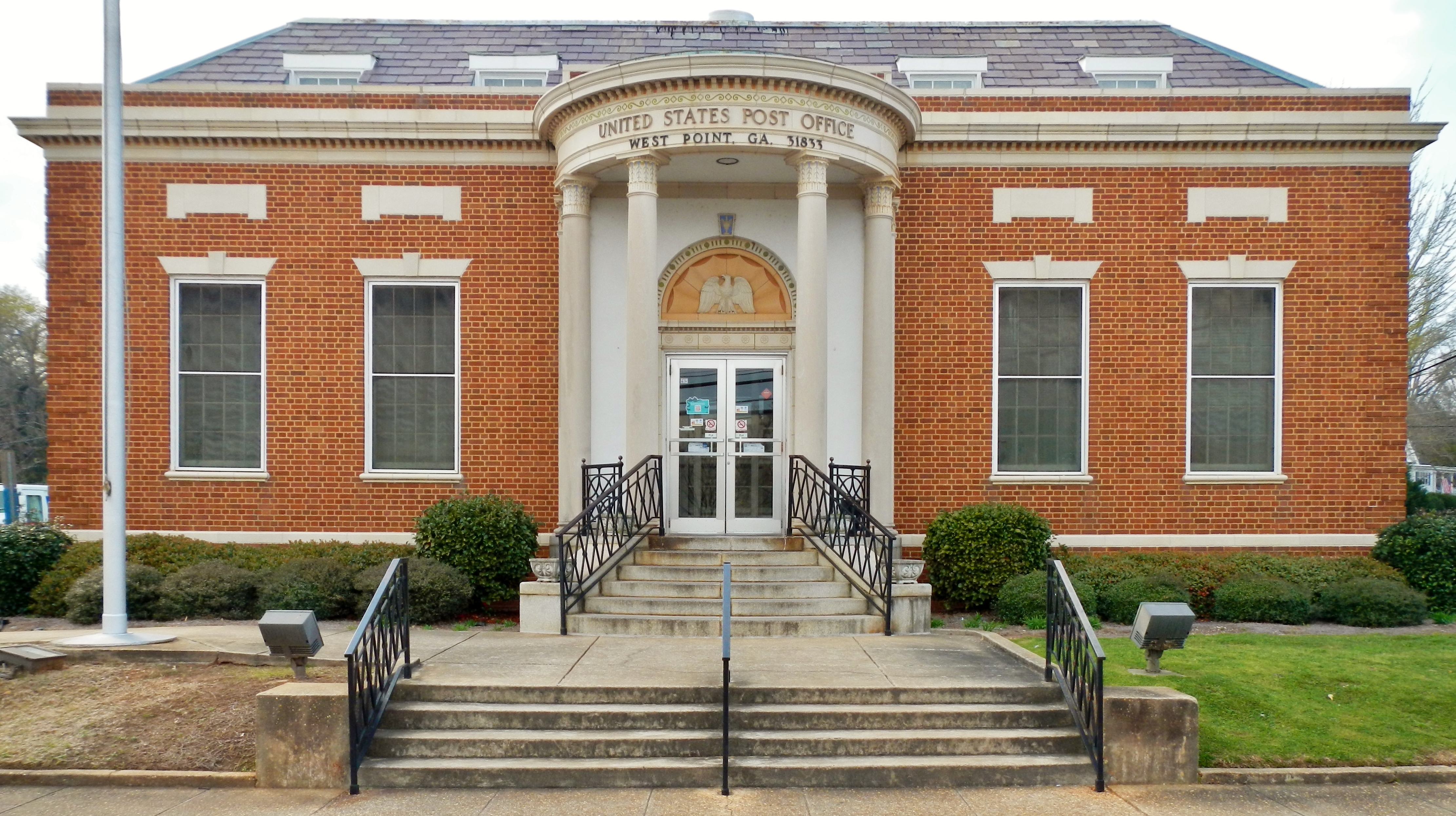
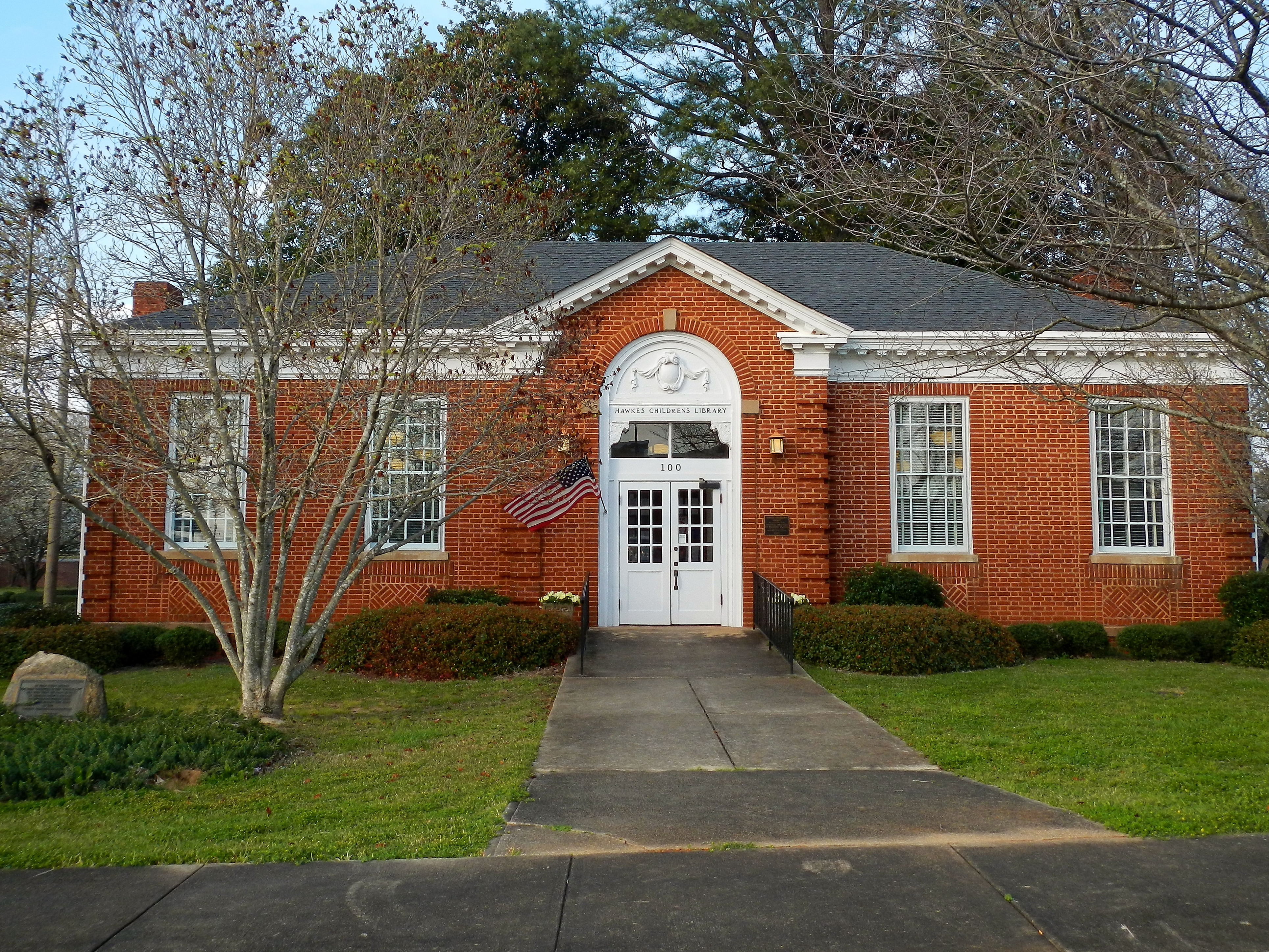
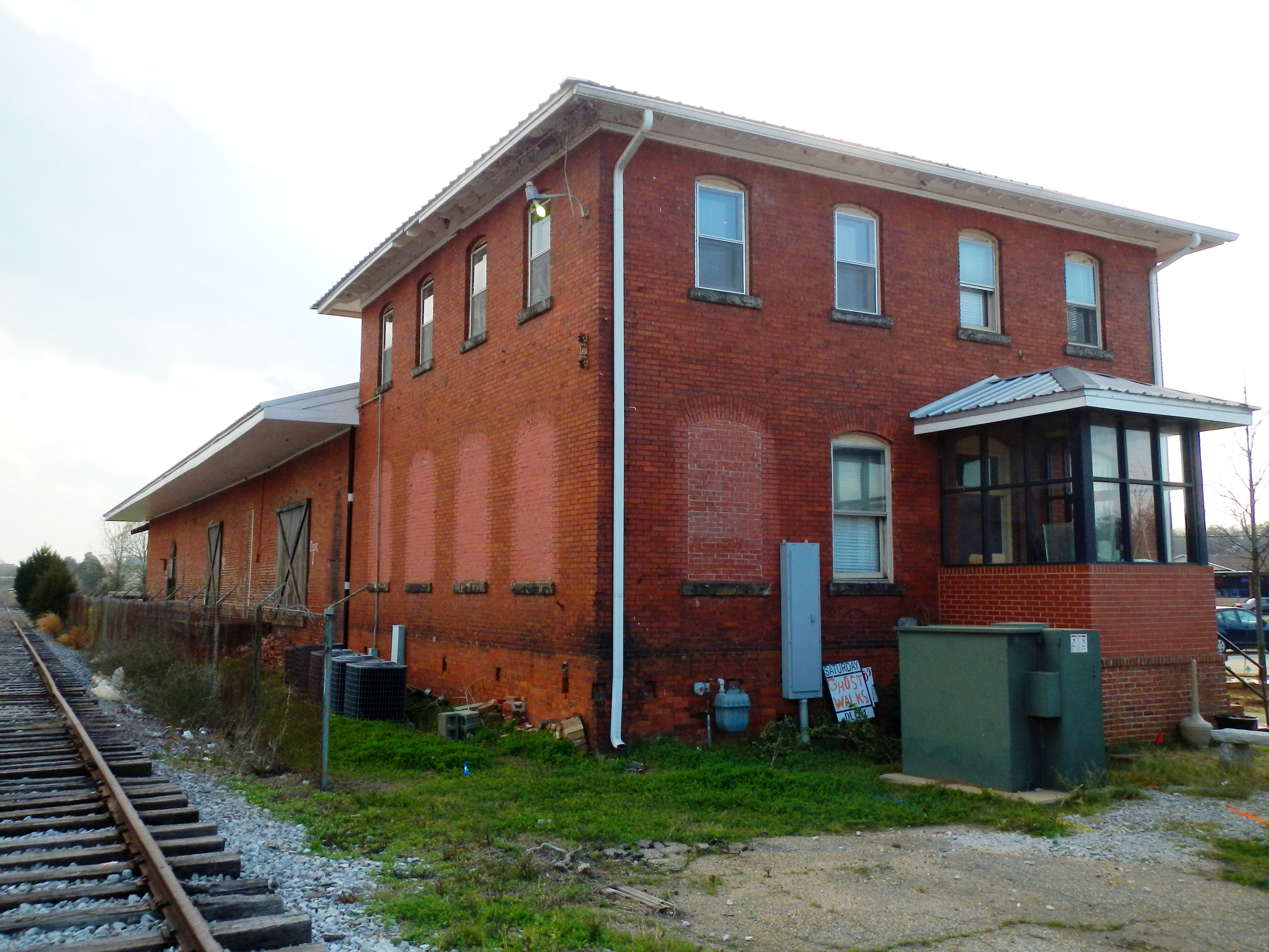
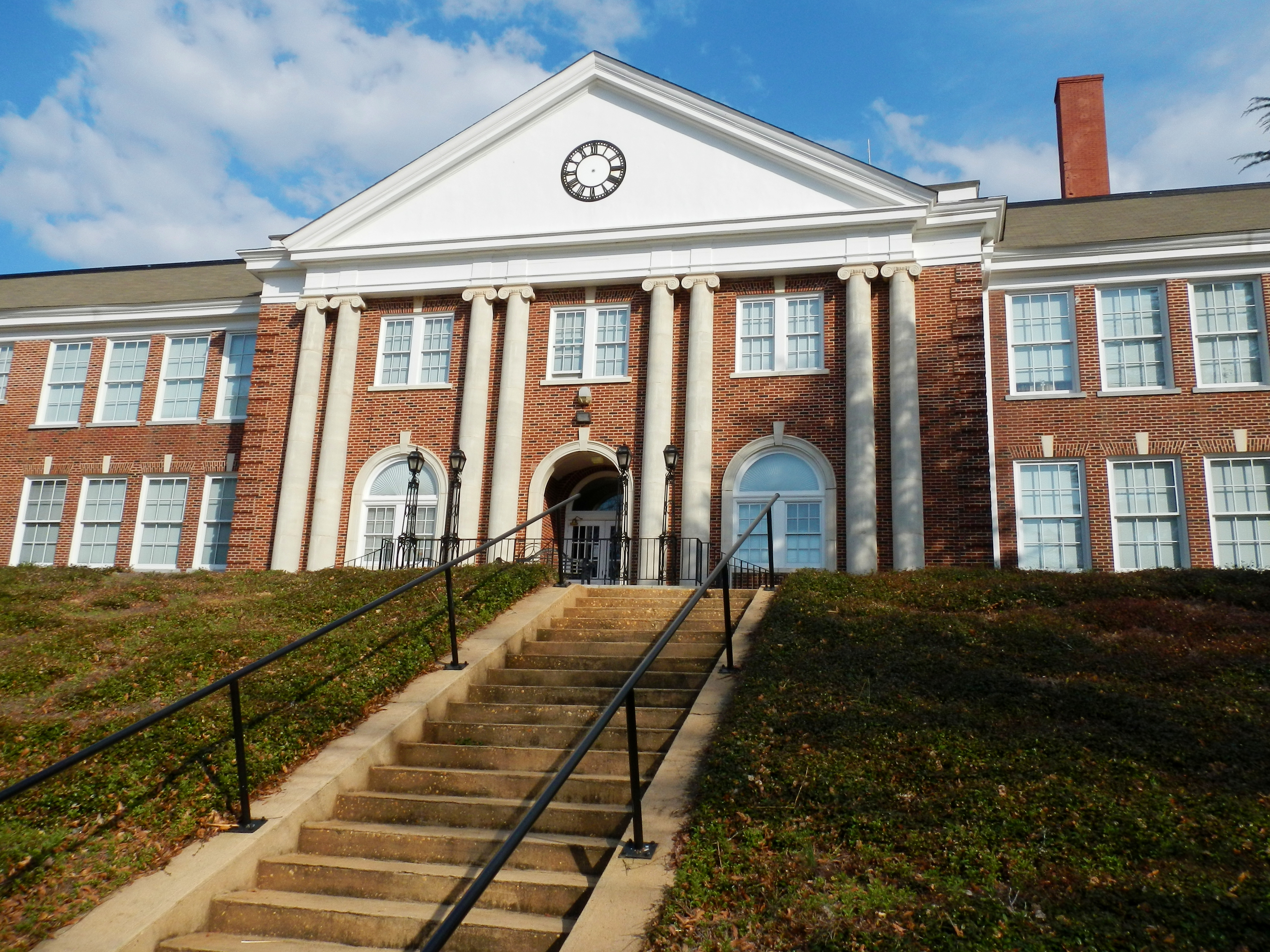
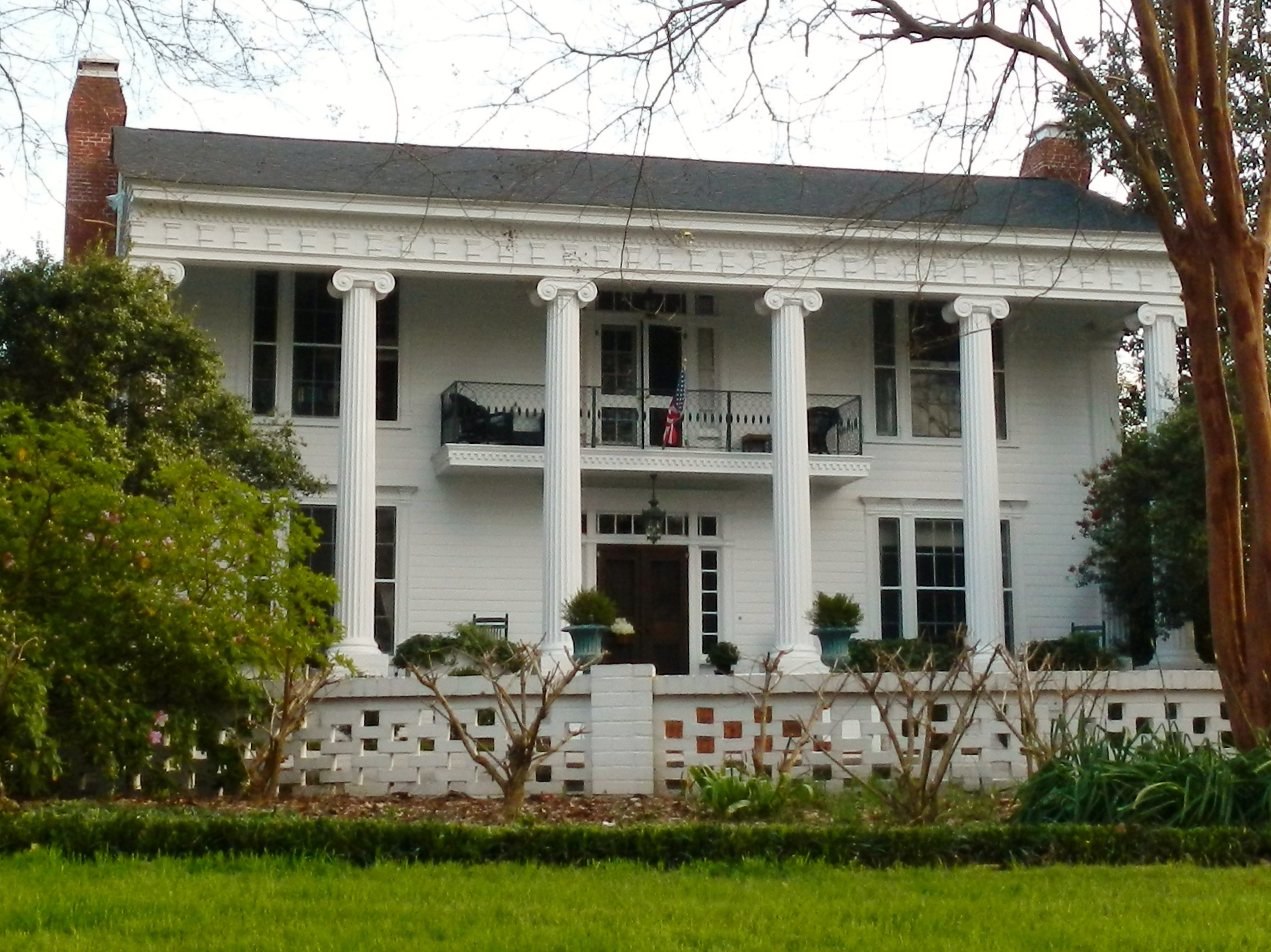
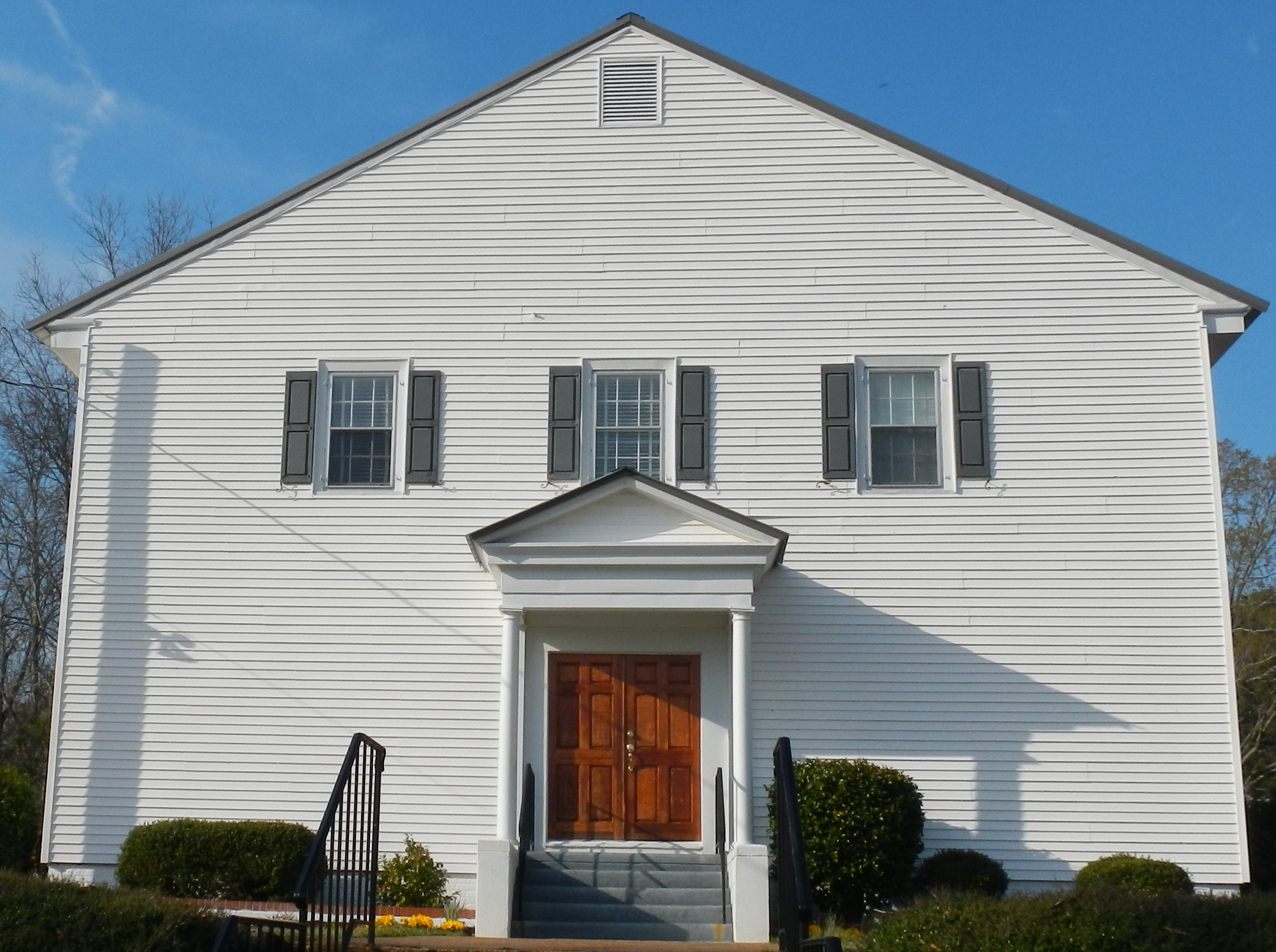
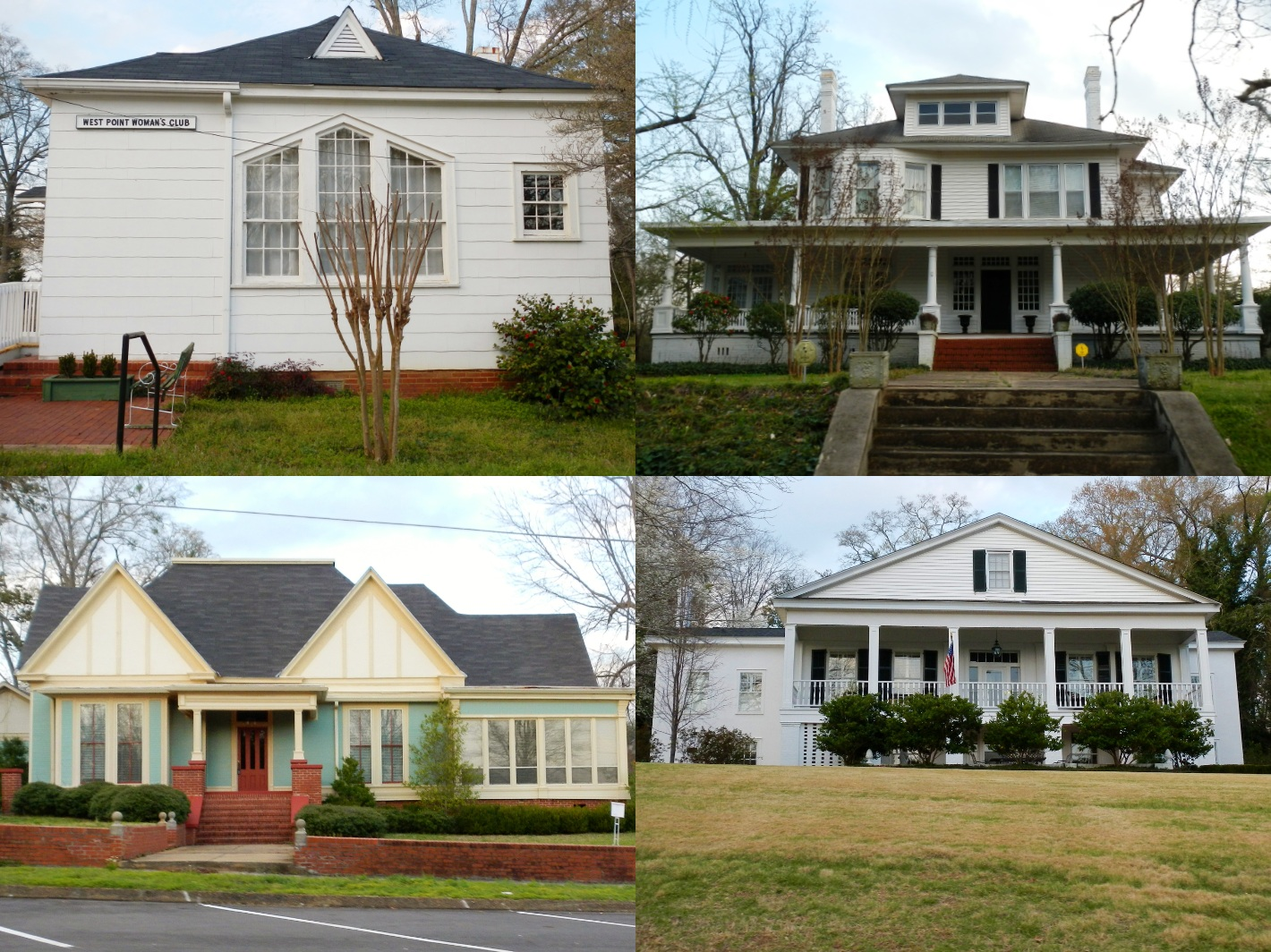